# مرتو

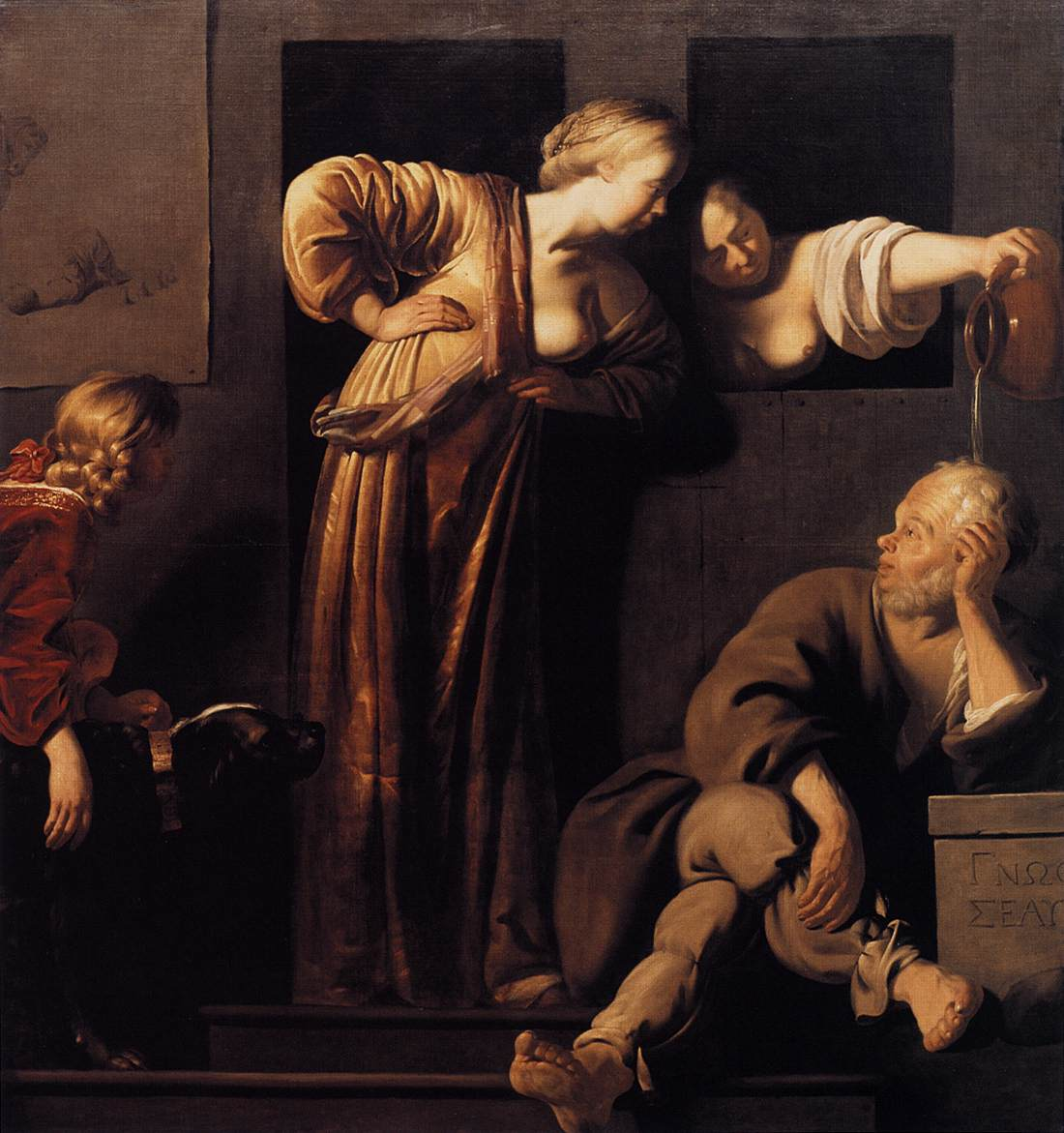
سقراط و دو همسرش.

مرتو (‎/ˈmɜːrtoʊ/‎; یونانی: Μυρτώ؛ سدهٔ پنجم پیش از میلاد)، بنابر برخی اقوال، همسر سقراط بود.
به‌نظر می‌رسد منبع اصلی این ادعا که او همسر سقراط بوده‌است اثری است از ارسطو که آن را On Being Well-Born می‌خوانند. البته پلوتارک در اصالت این اثر تشکیک کرده‌است. او ظاهراً دختر، یا به‌احتمال قوی‌تر نوهٔ آریستید بوده‌است.
اگرچه دیوژن لائرتی مرتو را همسر دوم سقراط معرفی می‌کند که هم‌زمان با زنتیپی زندگی می‌کرده‌است، احتمالاً مرتو همسر غیررسمی او بوده‌است. پلوتارک مرتو را کسی معرفی می‌کند که صرفاً «با سقراط حکیم زندگی می‌کرد که یک زن دیگر داشت و این‌یکی را هم به زنی گرفت، چون بیوه بود و براثر فقر از ضروریات زندگی بهره‌ای نداشت.» آثنئیوس و دیوژن لائرتی گزارش می‌دهند که هیرونیموس رودسی با اشاره به یک حکم موقتی که آتنیان تصویب کردند کوشیده‌است که این داستان را تأیید کند:
«می‌گویند، از آنجا که مردان آتنی کم‌شمار بودند و می‌خواستند جمعیتشان افزایش یابد، شهروندان مرد اجازه یافتند که با یک زن آتنی ازدواج کنند و از دیگری صاحب فرزند شوند؛ و سقراط نیز چنین کرد.»— دیوژن لائرتی، دفتر دوم، صفحهٔ ۲۶
نه افلاطون و نه گزنفون از مرتو ذکری به میان نیاورده‌اند و در دوران باستان نیز همگان این داستان را باور نداشته‌اند: بنابر گفته آتنائیوس، پانائتیوس «قول کسانی را که به دوهمسره بودن سقراط قائل بودند رد می‌کرد.»